# 高遠新村港務局局長官舍
基隆港務局局長官舍，又名高遠新村港務局局長官舍，前為基隆築港出張所昭和町所長官舍或潮見丘工事部官舍所長官舍，是位於臺灣基隆市中山區高遠新村的一處宅第，目前已登錄為基隆市歷史建築。

## 介紹
日治時期，日本接收台灣後為運送大量人力物資，臺灣總督府確立以具備天然港灣條件及重要戰略位置的基隆港，作為臺灣發展港口的首要政策。
1897年（明治29年）基隆築港調查會成立之時，辦事處設於臺北，於社寮島城仔角處（今基隆市和平島）設出張所，築港試驗所與宿舍、倉庫等。
1899年（明治32年）3月臺灣事業公債法案通過後，總督府先在民政部土木課下成立基隆築港掛(股)，負責築港事務。並在基隆火號庄（今基隆中山區仙洞地區）興築基隆築港事務所、宿舍。
1900年（明治33年）9月內務省以「有關基隆築港事務在其性質及事業施行上，有必要設置不同的主管部局」為由，成立臨時臺灣基隆築港局，原屬於民政部之下的築港事務移轉至此單位，成為臺灣第一個為築港而設的獨立政府機關，並由民政長官後藤新平兼任。
1908年（明治41年）起，基隆築港機關面臨多次位階上的調整與更名
1920年（大正9年）起基隆築港出張所由松本虎太擔任所長，並於大正13年（1924）起除了負責基隆築港工程之外，尚管轄臺北州、新竹州、臺中州及花蓮港廳的港灣工事。
1930年（昭和5年）基隆築港出張所所長官舍及官舍群完工，最初供所長、技師與職員寄宿使用，191年（昭和6年）10月實施町名改正後，基隆築港出張所分為的位於仙洞町的出張所與位於昭和町（潮見丘）的長官官舍群。
1935年（昭和10年），位於昭和町的官舍更名為「潮見丘工事部官舍」。
第二次世界大戰結束後，該官舍群撥用給基隆港務局員工作為宿舍使用，同時將官舍群更名為高遠新村，所長官舍則作為「港務局局長官舍」持續使用。
2006年12月7日，官舍群因長年荒蕪頹廢閒置，建築結構嚴重受損，基隆市文化局將官舍群中的局長官舍登錄為歷史建築，港務局原訂2008年修復作為基隆港史館使用，後該計畫遭到中止，而尚無文化資產身份的第二排四棟宿舍則在2014年火災中全數燒毀，僅留殘跡。
2012年3月，基隆港務局改制為「臺灣港務股份有限公司基隆港務分公司」(以下稱港務公司)
2016年5月，港務公司開始「高遠新村港務局局長官舍修復再利用計畫」，並以整頓周邊景觀，串聯基隆築港殉職者紀念碑形成景觀廊帶為目標進行規劃。
2022年5月，港務公司啟動「高遠新村港務局局長官舍修復再利用工程」，預計於2024年9月峻工。
2024年8月，「高遠新村港務局局長官舍修復再利用工程」竣工。

## 建築設計
所長官舍結構為一層和式住宅，建築配置設有玄關、座敷（床之間、 書院）等典型和式住宅配置。

## 另見
- 基隆築港殉職者紀念碑
- 球子山燈塔

## 外部連結
- 高遠新村港務局局長官舍的Facebook專頁